# Athleten Deutschland
Athleten Deutschland e. V. ist ein gemeinnütziger Verein, der die Interessen von deutschen Bundeskaderathletinnen und Bundeskaderathleten vertritt. Als Interessenvertretung möchte die Organisation den für Deutschland startenden Sportlerinnen und Sportlern ein echtes Mitspracherecht ermöglichen, ihren Schutz ausbauen und ihre Perspektive fördern. Gleichzeitig engagiert sich der Verein für ein Sportsystem, das den Protagonisten optimale Rahmenbedingungen schafft, um sich sportlich und persönlich entfalten zu können.
Die Gründung wurde auf der Vollversammlung der Athletenvertreter der deutschen Leistungssportler am 15. Oktober 2017 in Köln beschlossen. 45 Teilnehmer unterschrieben zu diesem Zweck das Gründungsprotokoll. Der Sitz des Vereins ist Berlin. Der Deutsche Bundestag und das Bundesinnenministerium sowie Stiftungen  unterstützen die Initiative der Leistungssportler und fördern den Verein jährlich.

## Arbeit des Vereins
Athleten Deutschland ermöglicht allen Athletinnen und Athleten mit Bundeskaderstatus eine Mitgliedschaft im Verein. Mitglieder können aus olympischen, paralympischen, nicht-olympischen und deaflympischen Sportarten kommen. Der Jahresbeitrag liegt bei 36 Euro für Vollzahlende bzw. bei 18 Euro mit Ermäßigung für Studierende, Schülerinnen und Schüler sowie Personen mit Schwerbehindertenausweis. Neben einer aktiven Mitgliedschaft gibt es auch eine passive Mitgliedschaft und eine als Fördermitglied.
Als Anlaufstelle berät die Organisation ihre Mitglieder bei Fragestellungen, die von grundlegender Bedeutung für Karrieren im Spitzensport sind. Dazu gehören u. a. Nominierungsverfahren, Athletenvereinbarungen, Konfliktbeilegung und Gewalterfahrungen. Außerdem unterstützt der Verein die Athletenvertreterinnen und Athletenvertreter dabei, ihre Stellung im Verband zu stärken und ihre Bedingungen aus eigener Kraft zu verbessern. Athleten Deutschland bietet seinen Mitgliedern kostenlose rechtliche Erstberatung mit Anwältinnen und Anwälten aus dem Sportrecht an. Dazu hilft ein Fachmann für Steuerrecht bei der Steuererklärung. Dazu bringt die Organisation Gleichgesinnte sowie Expertinnen und Experten in Arbeitsgruppen zusammen – beispielsweise bei den Themen Gleichstellung, Anti-Rassismus und Meinungsfreiheit.

## Umfassende Unterstützung für Mitglieder
Im Jahr 2022 hat die Vertretung eine Anlaufstelle für Betroffene von Gewalt und Missbrauch im Spitzensport gegründet. Seitdem hilft 'Anlauf gegen Gewalt' Sportlerinnen und Sportlern bei erlebter oder beobachteter psychischer, physischer oder sexualisierter Gewalt. Damit hat der Verein ein direktes Angebot für Kadersportler geschaffen. Bis Mitte 2025 gab es über 400 Meldungen von Betroffenen.
Parallel dazu setzt sich Athleten Deutschland seit dem Jahr 2021, als der Verein ein Impulspapier veröffentlicht hat, für den Aufbau eines Zentrums für Safe Sport ein. Betroffene und Hinweisgeberinnen und Hinweisgeber brauchen eine unabhängige, kompetente Stelle, die Meldungen ernst nimmt, professionell untersucht und Konsequenzen zieht. Das Zentrum soll genau diese Lücke schließen und so Athletinnen und Athleten im Spitzen- und Breitensport wirksam schützen. In den vergangenen Jahren ist der Aufbau eines Zentrums für Safe Sport weiter vorangekommen. Die Bundesregierung hat dem Schutz der Sportlerinnen und Sportler eine hohe Bedeutung beigemessen, indem sie das Vorhaben in den Koalitionsvertrag aufgenommen hat. Aktuell läuft ein Stakeholder-Prozess zu Planung des Aufbaus, die Organisation fordert einen zügigen Prozess und eine ausreichende Finanzierung.

## Zielsetzung von Athleten Deutschland
Einige Sportler fühlten sich vor der Vereinsgründung von Verbänden „gegängelt“, etwa durch das neue Spitzensportkonzept des DOSB mit seiner Konzentration auf Leistungssportzentren, oder fänden deren Reaktionen zum Beispiel auf das flächendeckende Doping Russlands als zu schwach.
Athleten Deutschland formuliert die Ziele auf seiner Website wie folgt: „Sport muss fair, sauber und verbindend sein – frei von Missbrauch und Gewalt und Manipulation. Diesen Standpunkt vertreten wir im engen Austausch mit Politik, Wissenschaft, Wirtschaft und Zivilgesellschaft sowie mit gleichgesinnten Partnern weltweit.” Die Werte der Vertretung lauten: Gemeinsam, offen, mutig, professionell.
 Weiterhin gehört die Schaffung eines Netzwerks unter den Athletensprecherinnen und Athletensprechern zu den Zielen des Vereins. In den Folgejahren traten immer wieder aktuelle sportpolitische Themen auf die Agenda – beispielsweise die Corona-Pandemie, der Krieg in der Ukraine oder Konflikte in Verbänden, bei denen Sportler und Sportlerinnen Unterstützung von Athleten Deutschland erhielten.

## Präsidium
Am 30. Oktober 2021 haben die Mitglieder auf der 4. Mitgliederversammlung von Athleten Deutschland ein neues Präsidium, das alle vier Jahre neu gewählt wird, aus aktiven und ehemaligen Sportlerinnen und Sportlern gewählt. Es besteht aus:
- Karla Borger (Präsidentin)
- Tobias Preuß (Vizepräsident)
- Dajana Eitberger
- Léa Krüger
- Fabienne Königstein
- Mareike Miller
- Yero Ndiaye

## Gründungspräsidium und Gründungsgeschichte
Im Jahr 2017 wurde Maximilian Hartung zum Vorsitzenden der damaligen Athletenkommission gewählt. Unter Führung von Max Hartung (Vorsitzender) und Silke Kassner (stell. Vertretende Vorsitzende), engagierte sich die Kommission mit den übrigen Mitgliedern Daniel Hermann, Felix Rijhnen, Manuela Schmermund, Karina Winter, und Marion Rodewald in einem jahrelangen Streit mit dem DOSB für mehr Eigenständigkeit und finanzieller Freiheit. 
Immer wieder kritisierten die Athletenvertreterinnen und Athletenvertreter den DOSB, die Interessen der Sportlerinnen und Sportler nicht ausreichend wahrzunehmen bzw. dass eine Vertretung auf Augenhöhe mit dem DOSB nicht möglich sei. Mit Gründung von Athleten Deutschland und der kurz darauffolgenden Zusage über eine finanzielle Förderung durch das Bundesministerium des Innern war der Grundstein für eine unabhängige Athletenvertretung gelegt. Der DOSB sah zum Zeitpunkt der Gründung keine Notwendigkeit für eine unabhängige Athletenvertretung, denn die Sportler würden aus seiner Sicht bereits durch die Athletenkommission des DOSB vertreten, und durch die Vereinsgründung entstünden Parallelstrukturen. 
Der Sprecher der Spitzenverbände Siegfried Kaidel hatte schon zu einem frühen Zeitpunkt seine Unterstützung für das Projekt ausgesprochen. Auch Nationale Anti-Doping Agentur und Stiftung Deutsche Sporthilfe befürworten die gestiegene Autonomie der Spitzensportler.  Max Hartung und Silke Kassner erhielten unter anderem für ihren Einsatz zur Gründung von Athleten Deutschland das Bundesverdienstkreuz.
Das Gründungspräsidium (2017–2021) von Athleten Deutschland bestand aus folgenden ehemaligen Sportlern
- Max Hartung (Präsident)
- Manuela Schmermund (Vizepräsidentin)
- Jonathan Koch
- Amélie Ebert
- Elena Gilles
- Moritz Geisreiter
- Marc Zwiebler

## Geschäftsstelle
Seit 2019 arbeitet der Verein mit einer hauptamtlichen Geschäftsstelle. Im August 2020 hat der Verein die Räumlichkeiten der Geschäftsstelle in Berlin-Charlottenburg bezogen. Geschäftsführer Johannes Herber unterstützen zehn Mitarbeitende mit den Schwerpunkten Public Affairs und Public Policy, Fallbetreuung, Verwaltung, Mitgliederbetreuung und Kommunikation. Der ehemalige deutsche Basketball-Nationalspieler, Johannes Herber, ist Geschäftsführer.